# WTVニュース
『WTVニュース』は、テレビ和歌山で2014年（平成26年）3月31日から放送されているローカルニュース番組である。県内ニュース、天気予報、季節の話題などを伝えている。
このページでは、1999年（平成11年）10月から2014年（平成26年）3月30日まで放送されていた『ニュースライフラインわかやま』、2025年（令和7年）3月31日から放送されている『WTV NEWS6』についても述べる。 

## 概要

### ニュースライフラインわかやま
1999年9月まで放送されていた『MEDIA90 ニュースライブ』の後継番組として開始（平日夕方は番組開始当初は『ライブ5:55』の内包番組扱い）。平日夕方はその後単独番組になり、2007年3月まで放送された後、2007年4月からは『@あっと!テレわか』の内包番組として2014年3月まで放送されていた。

### WTVニュース
2014年3月30日まで放送されていた『ニュースライフラインわかやま』の後継番組として開始。2025年3月31日からは同日番組開始となった『WTV NEWS6』に合わせ、ロゴタイプを『WTV NEWS』に改称した。

### WTV NEWS6
2025年3月27日まで放送されていた『6wakaイブニング』の後継番組として開始。『6wakaイブニング』では放送がなかった金曜日にも曜日を拡大し、平日夕方のローカルニュースのタイトルを統一した。

## 放送時間
|      | 月曜日 - 金曜日                                            | 土曜日        | 日曜日        |
| ---- | ---------------------------------------------------------- | ------------- | ------------- |
| 夕方 | 18:00 - 18:25 ※WTV NEWS6                                   | 18:00 - 18:05 | 17:55 - 18:00 |
| 夜   | 23:00 - 23:06 （月曜日 - 木曜日） 22:55 - 23:00 （金曜日） | 20:54 - 21:00 | 21:54 - 22:00 |

## 放送内容

### WTV NEWS6
- ここ押し！（第2・第4週月曜）
- おしえてドクター（第3週月曜）
- WAKAYAMA SDGs（最終週水曜）
- 海と日本PROJECT in 和歌山県（不定期火曜）

## 出演者

### WTV NEWS6
※ 出演者は2025年4月7日時点のもの。
メインキャスター
- 岩﨑悠真（月曜 - 木曜、テレビ和歌山アナウンサー）
- マエオカテツヤ（金曜、漫画家）

キャスター
- 竹本たから（月曜、火曜）[5]
- 片山優（水曜）[5]
- 森恵里奈（木曜）[6][7][8]
- 中村隆之（金曜、テレビ和歌山アナウンサー）
- 佐藤瑞穂（金曜、テレビ和歌山アナウンサー）

### ニュースライフラインわかやま→WTVニュース
平日夜
テレビ和歌山のアナウンサーが日替わりで出演。
基本的に録画だが、緊急時のみ生放送で対応する。
土曜日
中村隆之、山田みゆき、佐藤瑞穂（いずれもテレビ和歌山アナウンサー、週替わりで1名出演）
日曜日
笠野衣美